# Dedi Mulyadi
 (février 2025).
Si vous disposez d'ouvrages ou d'articles de référence ou si vous connaissez des sites web de qualité traitant du thème abordé ici, merci de compléter l'article en donnant les références utiles à sa vérifiabilité et en les liant à la section « Notes et références ».
Dedi Mulyadi, né le 12 avril 1971 à Subang en Indonésie, est un homme politique indonésien. Il est régent de Purwakarta de 2008 à 2018 et gouverneur de la province de Java occidental depuis 2025.